# Lisków
Lisków è un comune rurale polacco del distretto di Kalisz, nel voivodato della Grande Polonia.
Ricopre una superficie di 75,83 km² e nel 2004 contava 5 416 abitanti.